# François-Marie-Anatole de Rovérié de Cabrières
François-Marie-Anatole de Rovérié de Cabrières (ur. 30 sierpnia 1830 w Beaucaire, zm. 21 grudnia 1921 w Montpellier) – francuski duchowny katolicki, kardynał, biskup Montpellier. 

## Życiorys
Święcenia kapłańskie przyjął 24 września 1853 roku w Nîmes z rąk bp. Jean-François-Marie Carta biskupa Nîmes. W latach 1853–1874 prowadził pracę duszpasterską w diecezji Nîmes. 16 stycznia 1874 roku otrzymał nominację na biskupa Montpellier, a sakrę biskupią przyjął 19 marca 1874 roku w katedrze Nîmes z rąk biskupa Nîmes Claudea-Henri Plantiera. 15 lipca 1890 roku został obdarzony przywilejem noszenia paliusza. Na konsystorzu 27 listopada 1911 roku papież Pius X wyniósł go do godności kardynalskiej z tytułem kardynała prezbitera S. Mariae de Victoria. Uczestnik konklawe z 1914 roku, które wybrało na papieża Benedykta XV. 
Zmarł 21 grudnia 1921 roku w Montpellier jako najstarszy członek kolegium kardynalskiego i najstarszy  biskup katolicki. Pochowano go w katedrze w Montpellier.